# Фин Уитрок
Питър „Фин“ Уитрок (роден на 28 октомври 1984) е американски актьор и сценарист. Той започва кариерата си с поддържащи роли в холивудски продукции, преди да направи дебюта си като главен актьор в „Дванадесет“ (2010).

## Ранен живот
Уитрок е роден в Ленокс, Масачузетс в семейството на Кейт Краули, професор по трудова терапия, и Питър Уитрок, актьор. Има брат на име Дилън. Има корени от Дания, Норвегия и Австрия.
Като дете, често посещава театъра, в който работи баща му и често е суфльор на пиесите.

## Кариера
След като завършва гимназия, получава второстепенни роли в От местопрестъплението: Маями и филма на Дисни, Хелоуинтаун, с което бележи старта на своята кариера.
През периода 2011-2013 година, участва предимно в пиеси.
През 2014 г. получава ролята на Данди Мот в четвъртия сезон на сериала Зловеща семейна история, Фрийк шоу. За изграждането на персонажа, получава номинация за Най-добър поддържащ актьор в сериал на наградите Еми през 2015 г. Към момента, се снима в петия сезон на сериала на Мърфи, Зловеща семейна история - Хотел, в който се въплъщава в модела Тристан Дъфи и актьора Рудолф Валентино.

## Личен живот
На 18 октомври 2014 г. Уитрок се жени за дългогодишната си приятелка Сара Робъртс.